# Non sono venuto a portare pace, ma spada
Non sono venuto a portare pace, ma spada è un detto di Gesù riportato dal vangelo secondo Matteo. 

## Testo evangelico
La frase è stata pronunciata nell’ambito del discorso apostolico. Il testo evangelico riporta: 

## Significato
La frase può essere interpretata in vari modi. Se fosse considerata in senso letterale, risulterebbe in contraddizione con altri insegnamenti di Gesù, come ad esempio "Porgi l'altra guancia" o Chi di spada ferisce di spada perisce. L'interpretazione metaforica, secondo la quale il simbolo della spada indicherebbe che la scelta di seguire Gesù è costosa per la vita del discepolo e richiede molto impegno, deriva dal paragone tra la parola di Gesù e la spada, presente nella Lettera agli Ebrei: 
 Come una spada, la parola di Gesù provoca un taglio e una divisione: divide le persone tra coloro che ascoltano la sua parola e coloro che non l’ascoltano, tra quelli che la mettono in pratica e quelli che non la mettono in pratica, ma divide anche le persone al loro interno, perché ciascun individuo ha un lato scettico e un lato credente, un lato egoista e un lato altruista.
Esiste però un'altra interpretazione secondo la quale l'evangelista Matteo associava la predicazione di Gesù alla politica sovversiva degli zeloti, secondo quanto sostenuto da storici quali Samuel G.F. Brandon.